# ジューン・フォーレイ
ジューン・ルシール・フォーレイ（June Lucille Foray、1917年9月18日 - 2017年7月26日）は、アメリカ合衆国の声優。『シンデレラ』のルシファーやマジカ デ スペルなど、多くのアニメキャラクターの声を担当したことで知られている。また、ラジオ、映画、テレビ、コンピュータゲーム、喋る玩具などでも活動した。
フォーレイは国際アニメーション映画協会ハリウッド支部の初期の会員の一人としてアニメの地位向上に取り組み、アニー賞の設立と2001年から始まったアカデミー賞長編アニメ映画部門の新設に尽力した。ハリウッド・ウォーク・オブ・フェームにはフォーレイのテレビにおける声優としての仕事を称え、彼女の星が埋め込まれている。
チャック・ジョーンズは「ジューン・フォーレイは女性のメル・ブランクではない。メル・ブランクが男性のジューン・フォーレイである」と述べている。

## キャリア
彼女の母親はユダヤ系リトアニア人とヌーベルフランス人の血を引き、父親はロシア帝国オデッサから移民してきたユダヤ人だった。
1960年代半ばになると、フォーレイはアニメの保存と宣伝に集中するようになり、多数の執筆活動を行った。1972年、フォーレイはアニメに関する賞がないことに気付き、アニー賞のアイデアを提唱した。また、フォーレイはアカデミー賞にアニメーションを専門とする部門を作るために映画芸術科学アカデミーに対し20年間ロビー活動を続けた。アカデミーは彼女の要請を聞き入れ、2001年にアカデミー長編アニメ映画賞を新設した。